# Halichondrida
De Halichondrida vormen een orde binnen de Demospongiae. Ze bevatten sponzen, die eerder op dunne bladeren (zoals sla) lijken. De orde werd voor het eerst beschreven door John Edward Gray in 1867, maar werd later vele malen bijgewerkt. Er werden door onder anderen Émile Topsent in 1894 families toegevoegd.

## Kenmerken
Het skelet van de Halichondrida bestaat uit verscheidene dunnen naalden, die in een nogal chaotische toestand verweven zitten. Tussen de naalden zit een fijne substantie, de spons zelf. De kleur ervan verschil naargelang het geslacht en de soort : er zijn bruine, okergele, groene en soms zwarte exemplaren bij.

## Taxonomie
- Familie Axinellidae
- Familie Bubaridae
- Familie Desmoxyidae
- Familie Dictyonellidae
- Familie Halichondriidae
- Familie Hymeniacidonidae